# Pirazinamida
Pirazinamida é um medicamento antibiótico de primeira escolha no tratamento da tuberculose ativa, administrado nos primeiros dois meses em conjunto com isoniazida, etambutol, rifampicina e/ou estreptomicina, segundo os três protocolos internacionais do Centro de Controle e Prevenção de Doenças (CDC).
Uma parceria entre a Fundação Ataulpho de Paiva (FAP), a Universidade Federal do Rio de Janeiro (UFRJ) e o Instituto Vila Rosário (IVR) passou a produzir a piranzinamida no Brasil em 2014. No Brasil, a taxa de pessoas com tuberculose é cerca de 40 para cada 100 mil habitantes.

## Nomes comerciais
Nomes comerciais: PIRAZINON, PRODES, ALMIRALL, PRODESFARMA.
Em combinações: RIFATER e RHONE (pirazinamida 300 mg, isoniazida 50 mg e rifampicina 120 mg)

## Contraindicação
Usar apenas para tuberculose e nenhuma outra doença. Categoria gravidez: C (evidência de danos fetais em animais, usar com cautela). Não usar em insuficiência hepática, é hepatotóxica, nem quando problemas renais aumentam a uremia, pois pode causar gota. Não se recomenda na tuberculose inativa.
Pirazinamida afeta o controle da glicose em sangue em pacientes tratados com hipoglicemiantes orais. Recomenda-se monitorização frequente da glicemia em diabéticos.

## Uso
Comprimidos de 500 mg. Inicialmente deve ser tomada por 30 mg/kg por dia durante 2 meses e depois de duas semanas pode ser tomada 50 mg/kg três vezes por semana ou seguir com a toma de 30 mg/kg diária.

## Mecanismo de ação
Seu metabolito, ácido propiônico reduz o pH para um nível que impede o crescimento de M. tuberculosis. A pirazinamida apresenta concentrações bacteriostáticas ou bactericidas de acordo com a dose e susceptibilidade do microorganismo. Os seus efeitos mais significativos ocorrem quando a bactéria cresce lentamente no interior de macrófagos, nas fases iniciais da doença, provavelmente devido ao menor número de macrófagos existentes no momento. M.tuberculosis é o único microorganismo susceptível a pirazinamida.

## Farmacocinética
A pirazinamida é administrada geralmente por via oral, mas também pode ser administrada por via intramuscular. Após a administração oral, é rapidamente absorvida, atingindo os níveis máximos no soro 4 a 8 horas mais tarde. Alimentos diminuem a velocidade e extensão da absorção. A isoniazida é muito bem distribuída em todos os órgãos e tecidos e penetra as meninges inflamadas atingindo níveis terapêuticos no líquido cefalorraquidiano. Também atravessa a placenta e passa para o leite materno. No fígado é hidrolisado para o ácido propiónico, que é o principal metabolito ativo, e este ácido é subsequentemente hidroxilada para excreção renal, principalmente por meio de filtração glomerular. A meia-vida de eliminação é de 9 a 10 horas, podendo chegar a 26h em pacientes com IR. No entanto, a sua meia-vida não afeta a eficácia do fármaco quando administrado como uma dose única diária. É excretada na urina na forma inalterada junto com seus metabolitos.

## Efeitos colaterais
Aumenta as transaminases podendo causar lesão hepática leve ou moderada e aumenta a uremia podendo causar gota e dores articulares, principalmente nos ombros.